# مونته‌روبیانو
مونته‌روبیانو (به ایتالیایی: Monterubbiano) یک کومونه در ایتالیا است که در استان فرمو واقع شده‌است.

## خصوصیات
مونته‌روبیانو ۳۲٫۱۲ کیلومترمربع مساحت و ۲٬۴۴۱ نفر جمعیت دارد و ۴۶۳ متر بالاتر از سطح دریا واقع شده‌است.